# 战神广场惨案
戰神廣場惨案，因國民制憲議會考量歐洲各國可能的干預，宣判路易十六出逃是被挾持的，而做出無罪宣判，引發1791年7月17日，科德利埃俱樂部組織民眾發起抗議請願活動，所導致的流血屠殺事件。 
這一天是周日，人群遊行到戰神廣場，約6000人在請願書上簽字，在場旁觀者約有5萬人。傍晚，市長让·西尔万·巴伊宣佈實施戒嚴，拉法耶特帶領士兵來到戰神廣場。根據當時的戒嚴法規定，市長需要首先三次要求群眾解散，然後才能動用武力鎮壓。示威民眾和国民自卫军發生摩擦，衛隊沒有等待市長發話便向群眾開槍，造成約50人死亡，史稱戰神廣場惨案。  
這事件啟動後續連鎖的民粹相互激盪反應，導致法國大革命最引發爭議的恐怖統治。
1793年6月2日，被吉倫特派延攬進入國民制憲議會的雅各賓俱樂部丹東派奪取了政權，吉倫特派掌權菁英被集體處死，吉倫特派覆滅。這是恐怖时期的初現，更大的風暴隨後到來。
羅伯斯庇爾為首的激進分子掌握了救国委员会的權力，在1794年3月逮捕並處決了埃贝尔派，4月又逮捕並處決了丹东派，羅伯斯庇爾成為唯一的当权者，在社會各層面引起猜疑和恐慌，最終導致七月的熱月革命，後羅伯斯庇爾被砍头。 這才終結了不能駕馭，具有摧毀力量的民粹主義。